# Tanque Argentino Mediano
Pour les articles homonymes, voir TAM.
Le Tanque Argentino Mediano (« Char argentin moyen »), ou TAM, est le principal char de combat en service dans l'armée argentine. À cause du manque de savoir-faire national en matière de blindés, le ministère de la Défense argentin fit appel à la société allemande Thyssen-Henschel (en). Le char fut développé par une équipe d'ingénieurs des deux pays sur la base du châssis du Marder, un véhicule de combat d'infanterie allemand. 
Le TAM remplissait les besoins de l'armée argentine pour un char moderne léger et rapide, de silhouette basse, et doté d'assez de puissance de feu pour détruire les blindés de l'époque. La conception démarra en 1974 et aboutit à la conception de trois prototypes au début de 1977 et au démarrage de la production à grande échelle en 1979. L'assemblage se faisait dans l'usine TAMSE de Buenos Aires, d'une superficie de 9 600 m2, construite à cet effet par le gouvernement argentin. Des difficultés budgétaires arrêtèrent la production en 1983, mais elle redémarra en 1994 jusqu'à ce que la commande de 200 chars soit remplie.
Le TAM a été construit dans sept variantes, dont un canon automoteur de calibre 155 mm. Au total, la production fut supérieure à 280 exemplaires. Le TAMP et le VCTP ont aussi été assemblés pour l'armée péruvienne, mais ils furent intégrés à l'armée argentine quand le Pérou annula le contrat. Le TAM ne fut jamais exporté, malgré plusieurs tentatives.
Le TAM n'a jamais eu de baptême du feu, bien que 17 véhicules de transport de troupes basés sur son châssis aient été déployés en Croatie dans le cadre de la mission de maintien de la paix de la FORPRONU.

## Historique

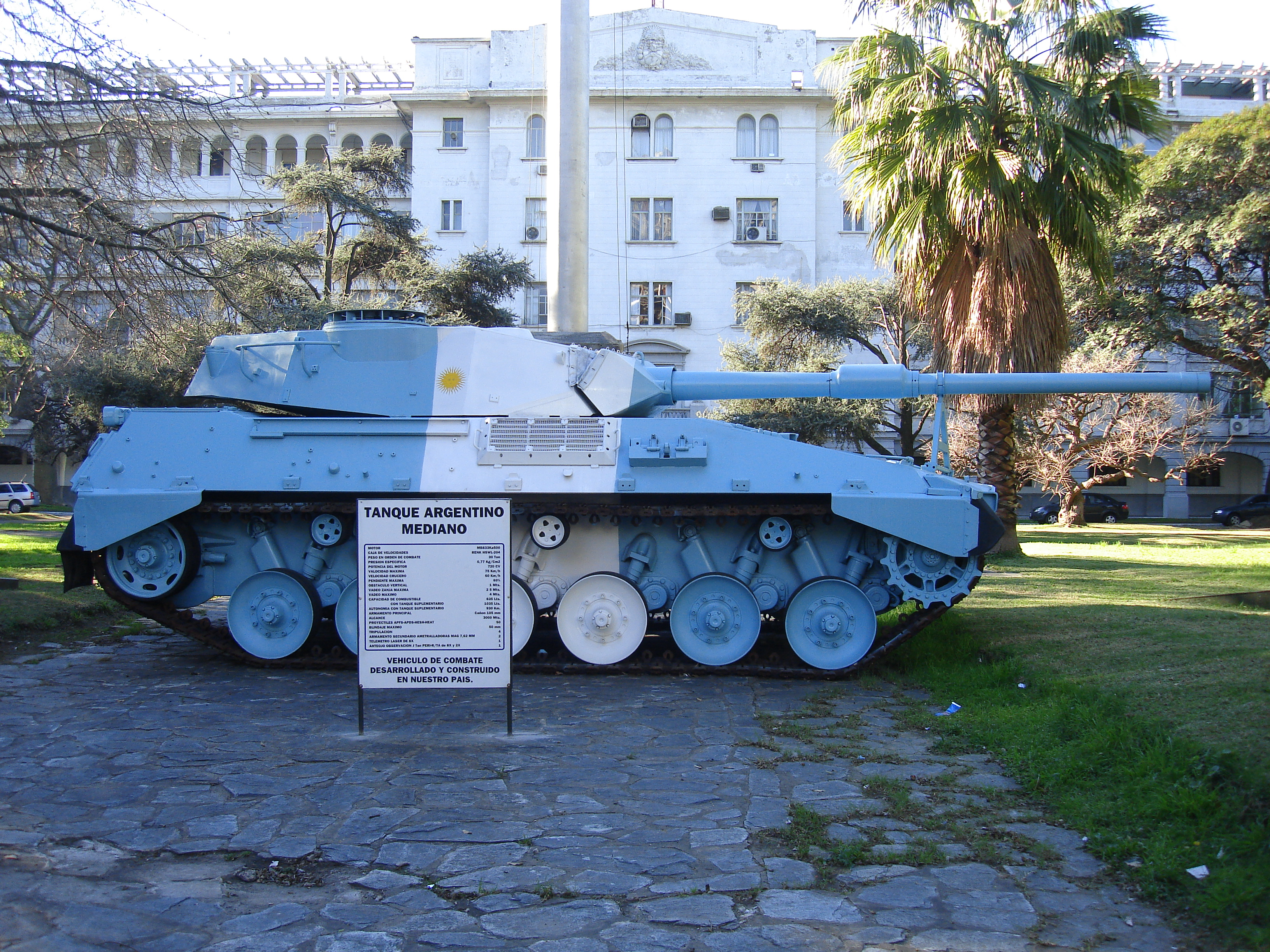
Un char TAM aux couleurs du drapeau de l'Argentine.

### Conception
Durant les années 1940, l'armée argentine, privée de ses principaux fournisseurs européens à la suite de la Seconde Guerre mondiale conçut un char de combat national, le Nahuel DL 43 (en), inspiré du Sherman M4 mais seulement une douzaine d'exemplaires furent mis en service de 1944 à 1948.
Pendant les années 1960, l'Argentine essayait de remplacer sa flotte vieillissante de chars qui comprenait des chars britanniques Sherman Firefly et des chars léger américains M3A1 datant de peu après la Deuxième Guerre mondiale. L'Argentine n'arriva à se procurer auprès des États-Unis que 50 chars M41 Walker Bulldog (non livrés) et 250 véhicules de transport de troupes M113. À la suite du refus des États-Unis de fournir plus de matériel, le gouvernement argentin se tourna vers l'autre côté de l'Atlantique, lançant leur « Plan Europa » (Plan Europe). Il espérait que les technologies européennes pouvaient stimuler l'industrie argentine de sorte que le pays puisse produire ses propres armes à l'avenir. L'Argentine acheta à partir de 1968 80 chars légers AMX-13, 180 véhicules de combat d'infanterie AMX-13 VCI et 24 obusiers de 155 mm AMX-13 à la France, dont environ 40 AMX-13 et 60 AMX-VCI furent construits localement. Le char français AMX-30 et allemand Leopard 1 furent aussi considérés comme remplacements potentiels des Sherman.
En 1973, le ministère argentin de la Défense établit un cahier de charges pour un char destiné à entrer en service dans les années 1980. Le véhicule ne pèserait pas plus de 30 tonnes, se déplacerait à une vitesse maximale de 70 km/h et aurait au moins 500 km d'autonomie sur route. Il serait doté d'un 105 mm moderne, de deux mitrailleuses et de lanceurs de grenades. Les concepteurs devaient aussi prendre en compte les infrastructures existantes, dont les réseaux ferroviaires et routiers, les ponts et la géographie variée du pays. Vers la fin 1973, le Proyecto de Tanque Argentino Mediano (Projet du char argentin moyen) fut établi dans le but de concevoir un char pour l'armée argentine. N'ayant pas l'expérience et les technologies nécessaires, le gouvernement argentin signa un contrat avec la société allemande Thyssen-Henschel. Le contrat impliquait un transfert de technologie résultant en un programme de développement tenant compte du cahier de charges gouvernemental et effectué par une équipe d'ingénieurs des deux pays. Il fut décidé d'utiliser le châssis du véhicule de transport de troupes allemand Marder en le consolidant pour supporter le poids plus élevé du TAM. Deux prototypes furent construits entre fin 1976 et début 1977 et des tests intensifs furent menés pendant deux ans et sur plus de 10 000 km. Simultanément, un autre prototype était construit pour avancer les tests du nouveau véhicule et finir les trois prototypes comme dicté par le contrat.
Rheinmetall Landsysteme a construit un quatrième prototype à son compte. Fini en 1978, il ajoutait un périscope PERI R12 destiné à l'origine au Leopard 1A4. Le canonnier et le chargeur bénéficiaient eux aussi d'un périscope diurne. Pour permettre le tir de nuit, une télévision low light level (LLLTV) se déplaçant en même temps que le canon était fixé sur la plaque d'armure de l'arme. Le char recevait aussi un moteur plus puissant de 750 ch (551,62 kW). Le programme d'amélioration prévoyait aussi d'augmenter l'épaisseur du blindage pour plus de protection.

### Production et exportations

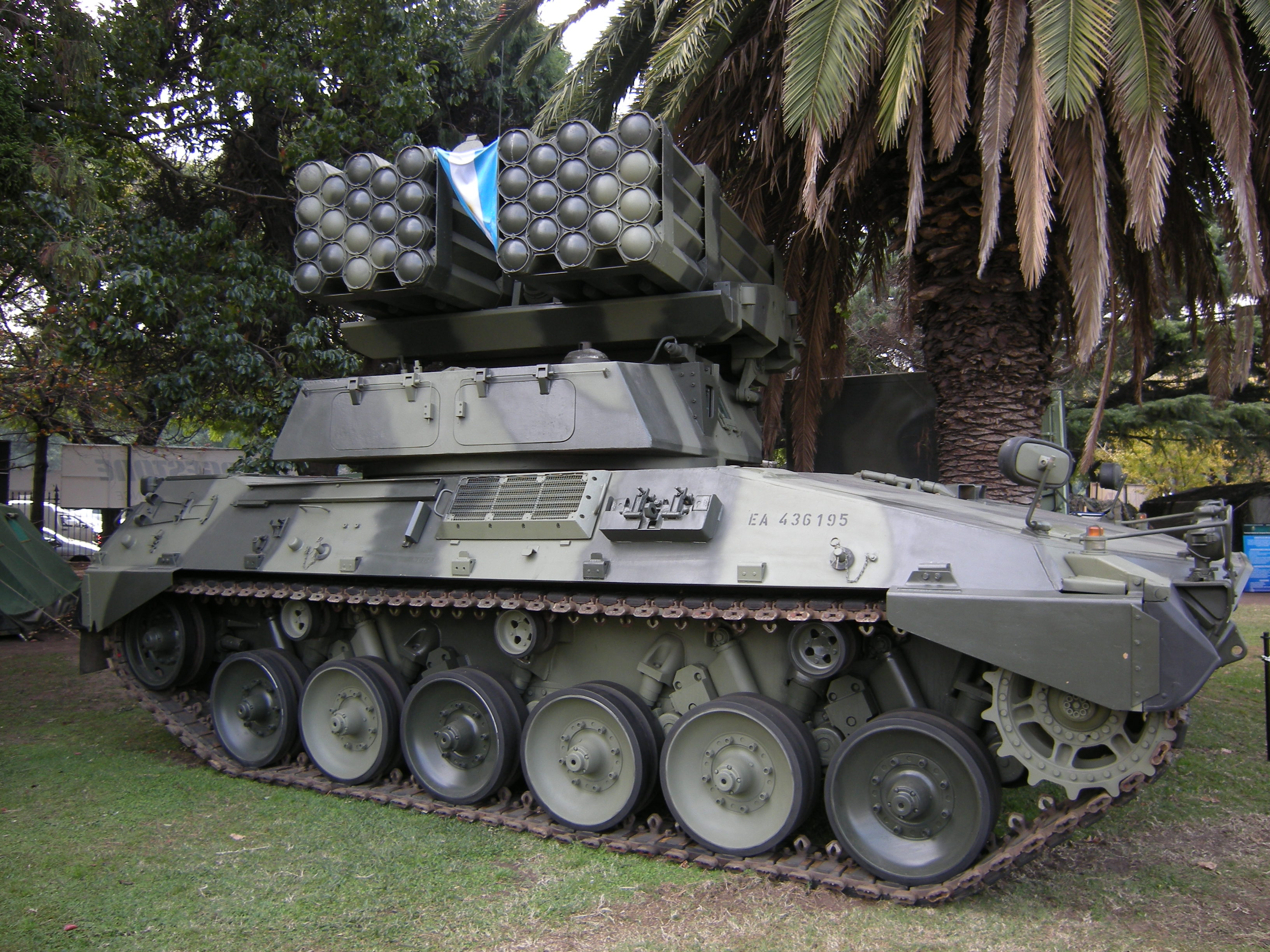
LRM de 160 mm.

La production industrielle du TAM commença en 1979 avec l'intention de construire un total de 512 véhicules blindés (200 chars et 312 véhicules de combat d'infanterie VCTP). Ces véhicules devaient être produits par une société argentine, Tanque Argentino Mediano Sociedad del Estado (ou TAMSE), fondée en mars 1980 par le gouvernement. 70 % des composants du TAM étaient manufacturés en Argentine tandis que les systèmes de transmission, optiques et de contrôle de tir étaient produits en Allemagne de l'Ouest. En 1983, 20 TAM et 26 VCTP furent livrés à l'armée argentine après qu'une commande de 80 TAM par le Pérou eut été annulée à cause de problèmes budgétaires. D'autres problèmes budgétaires, en Argentine cette fois, arrêtèrent la production en 1983 avec seulement 150 TAM et 100 VCTP construits. En 1991, TAMSE et la ligne de production du TAM furent fermées, mais en 1994 TAMSE fut réactivée pour remplir une commande de 120 TAM et VCTP afin de remplacer les Sherman M4 de la Deuxième Brigade de Cavalerie Blindée. En 1995, l'armée argentine était équipée de 200 chars TAM et 216 véhicules VCTP et VCPC. Même si 25 VCQ-155 étaient prévus pour être produits à partir de 1990, seulement 19 étaient construits et livrés en 1995, de même que 50 VCTM. Aucune autre variante du TAM ne fut mise en production à cause de coupes budgétaires.
L'usine TAMSE de Buenos Aires chargée de la production avait une superficie de 9 600 m2. Elle était entièrement couverte, avec deux hangars de stockage pour les composants, les laboratoires de contrôle de la qualité, un bureau de projet, une salle d'essai moteur et un champ de tir. Les usines militaires General San Martín (châssis), Río Tercero (tourelle, intégration du canon et du système de contrôle de tir) et Bator Cocchis ont aussi participé à la fabrication.
Même si le TAM ne fut jamais exporté, certains pays lui ont montré un intérêt. En 1981, la Malaisie signa un contrat pour 102 véhicules de la famille du TAM dont le char, le VCTP et le VCRT (renommés pour l'occasion Lion, Tigre et Elephant). Cependant, aucun de ces véhicules ne fut livré et la Malaisie se procura 48 chars PT-91 polonais. Vers mi-1983, le Pérou signa un contrat pour 80 TAM mais dû l'annuler faute à des problèmes budgétaires. Une commande similaire du Panama en 1984 fut aussi annulée. En 1989, le TAM participa à un appel d'offres en Équateur au côté du char léger américain Stingray, du char autrichien SK-105 Kürassier et du char français AMX-13-105. Le TAM obtint 950 points sur 1 000, alors que son plus proche compétiteur en avait 750, mais l'Équateur n'acheta aucun des chars présentés. Au Moyen-Orient, l'Arabie saoudite et l'Iran ont exprimé de l'intérêt pour le TAM. L'accord avec l'Iran fut annulé après que l'Irak et l'Arabie Saoudite furent intervenu auprès de l'Allemagne. TAMSE essaya tout de même de vendre 60 chars à l'Iran à travers la société panaméenne Agrometal en lui offrant une commission de 10 % mais la vente n'eut pas lieu. De même, la vente à l'Arabie Saoudite fut annulée à la suite de l'intervention d'Israël auprès de l'Allemagne. L'insuccès du TAM à l'exportation joua un gros rôle dans la fermeture de TAMSE en 1995.

### TAM 2C

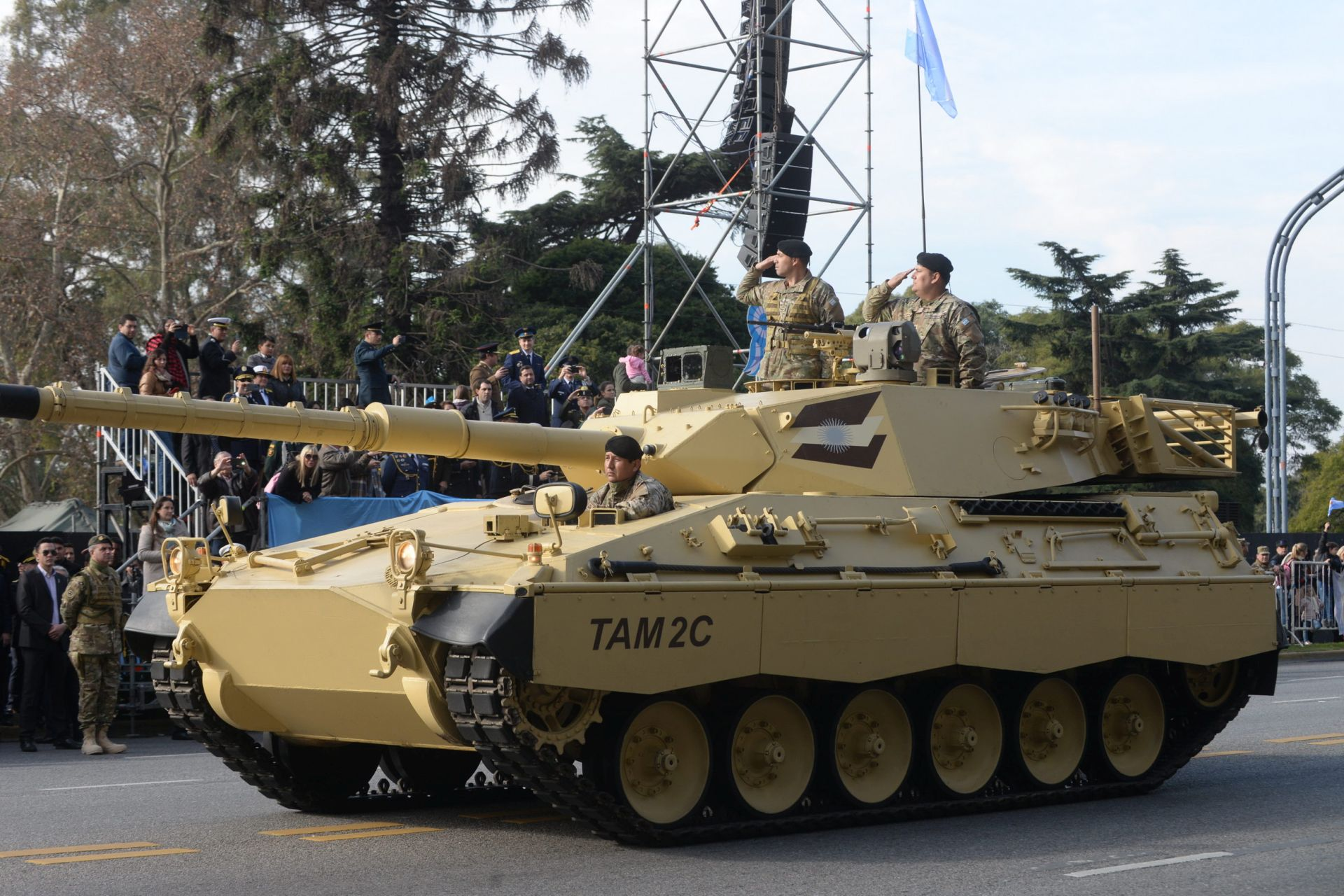
Prototype d'un TAM 2C lors d'un défilé en juin 2018.

En 2010, un programme de modernisation a été annoncé par le ministère de la Défense. S'étalant sur plusieurs années, il concerne 230 chars à la cadence annuelle de 50 exemplaires. Ce programme prévoit, notamment, l’intégration par l'Arsenal de Boulogne sur Mer de nouveaux systèmes optroniques et de contrôle de tir, ainsi que celle d’un système de stabilisation du canon pour permettre le tir en mouvement,.
Le 26 juin 2015, le ministre de la Défense argentin et le directeur de la division de coopération internationale du ministère de la Défense israélien signent un accord de 111 millions de dollars pour la rénovation de 74 chars TAM désignés TAM 2C; ils ont une nouvelle électronique, une imagerie thermique, un manchon anti-arcure et de nouveaux obus.
En juin 2022, un contrat est signé avec la société argentine IMPSA (Industrias Metalúrgicas Pescarmona Sociedad Anónima) pour la production d'une tourelle modernisée pour plusieurs chars TAM 2C en service dans l'armée argentine. Elle produira également des pièces détachées.
Le premier char est livré en octobre 2022. Les premiers tirs de cette version ont lieu en mai 2023. Il est censé alors entré en service à la fin de l'année en cours.

### Faits d'armes

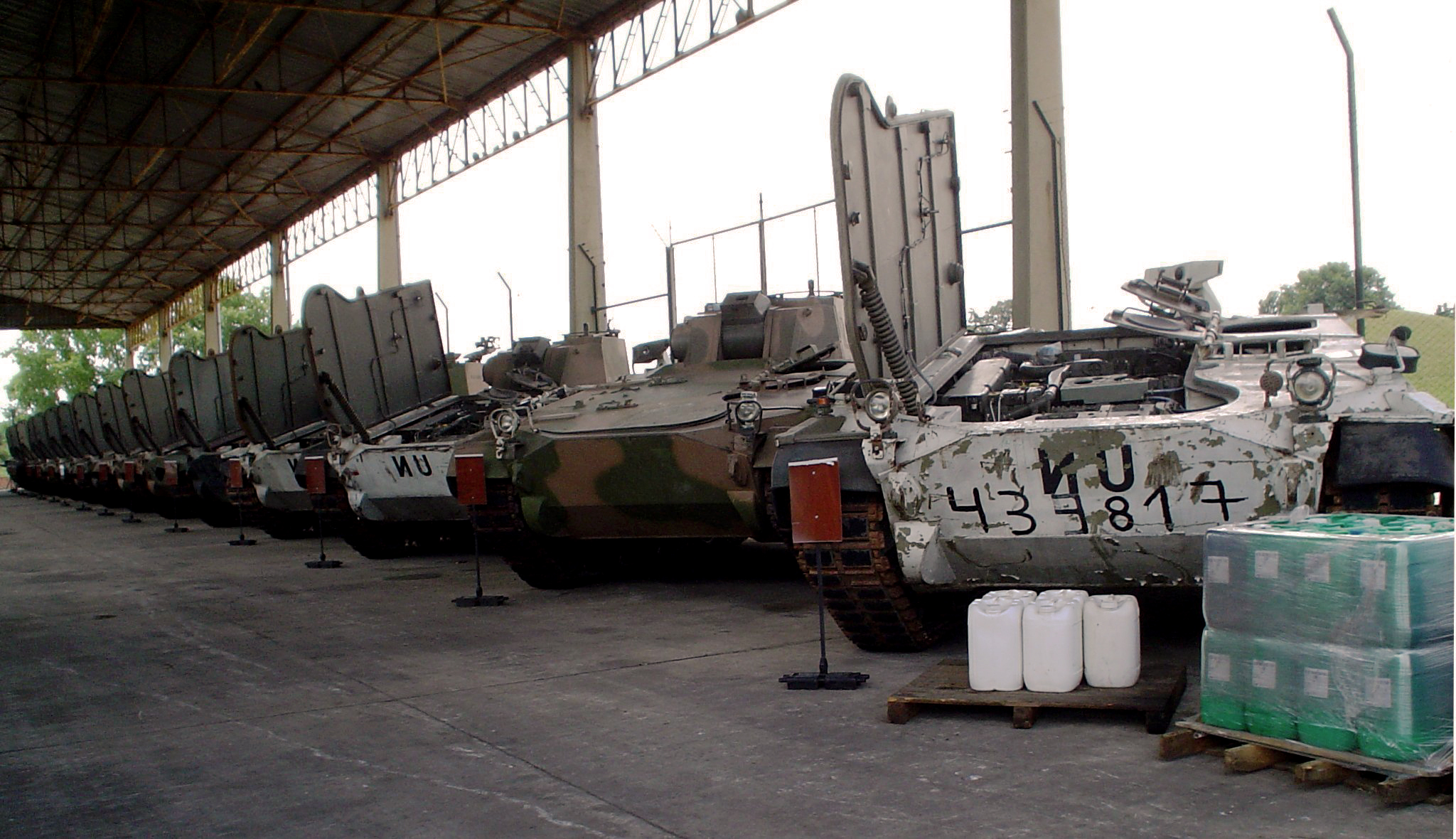
VCTP argentins en Croatie.

Le TAM servit lors de troubles internes (lutte antiguérilla et coups d'État) mais aucun ne participa à la guerre des Malouines car il n'était pas encore entré en service. Le seul déploiement à l'étranger fut l’envoi de 17 VCTP avec le bataillon argentin de la Force de protection des Nations unies en Croatie.

## Caractéristiques

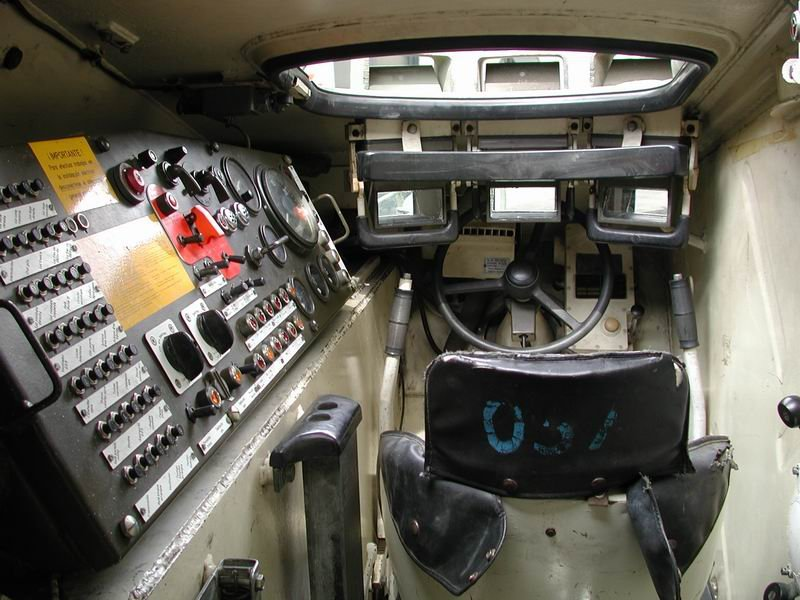
poste de pilotage du VCTP.

Le cahier de charges pour le moteur du TAM comprend un poids léger et volume réduit tout en conservant une accélération rapide et une grande fiabilité. Le programme choisit le moteur diesel MB-833 Ka 500 de MTU Friedrichshafen développant 720 ch (540 kW) à 2 400 tr/min. Cela donne au TAM une puissance massique de 24 ch/t et une vitesse maximale de 75 km/h sur route et de 40 km/h en dehors. Avec son réservoir interne de 680 litres, le char peut parcourir 500 km. Son rayon d'action peut être augmenté à 940 km si le TAM est équipé de deux réservoirs externes de 200 litres en forme de tonneau situés à l'arrière du véhicule et ne reposant pas sur la coque. Le système de transmission est un automatique Renk HSWL-204 muni d'un convertisseur de couple hydrodynamique. Le double système de freinage inclut des disques de freins hydrauliques sur les roues et la suspension est une poutre de torsion.

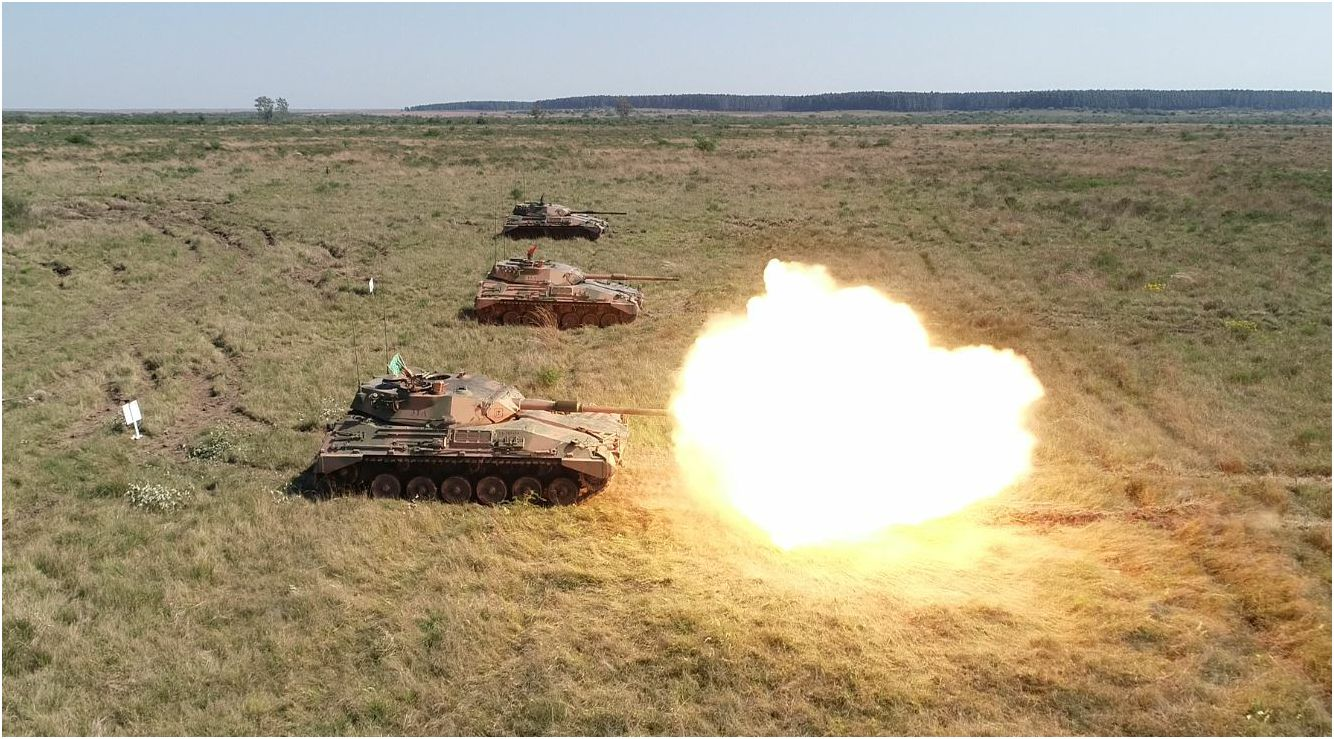
Exercice de tir de TAM de la 2e brigade blindée argentine en 2019.

Les besoins en armement du nouveau char furent remplis en installant comme arme principale un canon Royal Ordnance L7A1 anglais de 105 mm. Cette arme fut ensuite remplacée par un L7A2 et finalement par le canon lisse Rh-105-30 de Rheinmetall stabilisé sur deux axes. Ce dernier est produite en Argentine sous le nom FM K.4 Modelo 1L. Ses avantages comprennent un poids peu élevé, une taille réduite et une puissance destructrice supérieure.
Le canon construit localement peut être élevé de 18 degrés vers le haut et de 7 degrés vers le bas sur le TAM. Le mécanisme hydraulique de recul a un champ de 580 mm pour absorber la force de 34 t du recul. Il est prévu pour tirer le pénétrateur à énergie cinétique M735A1 qui peut pénétrer jusqu'à 370 mm à 1 000 m. Il peut aussi tirer des munitions explosives antichar et des obus fumigènes. Les armements secondaires du char comprennent une mitrailleuse coaxiale FN MAG 60-40 de calibre 7,62 mm et une seconde FN MAG 60-20 sur le toit de la tourelle comme mitrailleuse antiaérienne. Le char emporte 50 obus de 105 mm et 6 000 cartouches de 7,62 x 51 mm OTAN. Le système de contrôle de tir comprend un laser Nd-YAG d'une portée de 9 900 m et, à l'origine, un ordinateur balistique FLER-HG pour calculer les possibilités de tir et aider le canonnier à viser et toucher la cible. Le commandant de char utilise un périscope panoramique Zeiss PERI-R/TA avec un zoom de 2x et 8x.
La version TAM 2C permet au char de tirer trois coups rapidement en allant à pleine vitesse avec le canon en mode stabilisé pointant vers la cible choisie. On estime qu'avec des munitions spéciales, il peut avoir une portée effective de 3 500 m. Les munitions spéciales comprennent des obus APFSDS, un nouvel obus HEAT et la capacité de tirer des missiles guidés antichar LAHAT.
La survie du TAM dépend de sa tourelle basse, semblable à celle du Leopard 1A4s et du Leopard 2, et de son blindage en acier. Son épaisseur est de 50 mm à 75 degrés au niveau du glacis et 32 degrés sur les côtés du véhicule. Cela permet de protéger efficacement contre les munitions antichars de diamètre inférieur à 35 mm. Le devant de la tourelle est protégé par 50 mm de blindage à un angle de 32 degrés. Bien que le poids du char et son blindage soient légers par rapport aux autres chars de combat, le TAM a l'avantage d'une meilleure mobilité sur les terrains du pays. Il peut franchir un gué profond de 1,40 m sans supplément d'équipement ; s'il en est pourvu, il peut passer un gué profond de 2,25 m et, avec un schnorchel large vissé sur le tourelleau du chef de char, un gué profond de 4 m. En cas d'accident, l'équipage peut sortir par le tube. Il peut gravir une pente de 60 %.

## Versions et projets

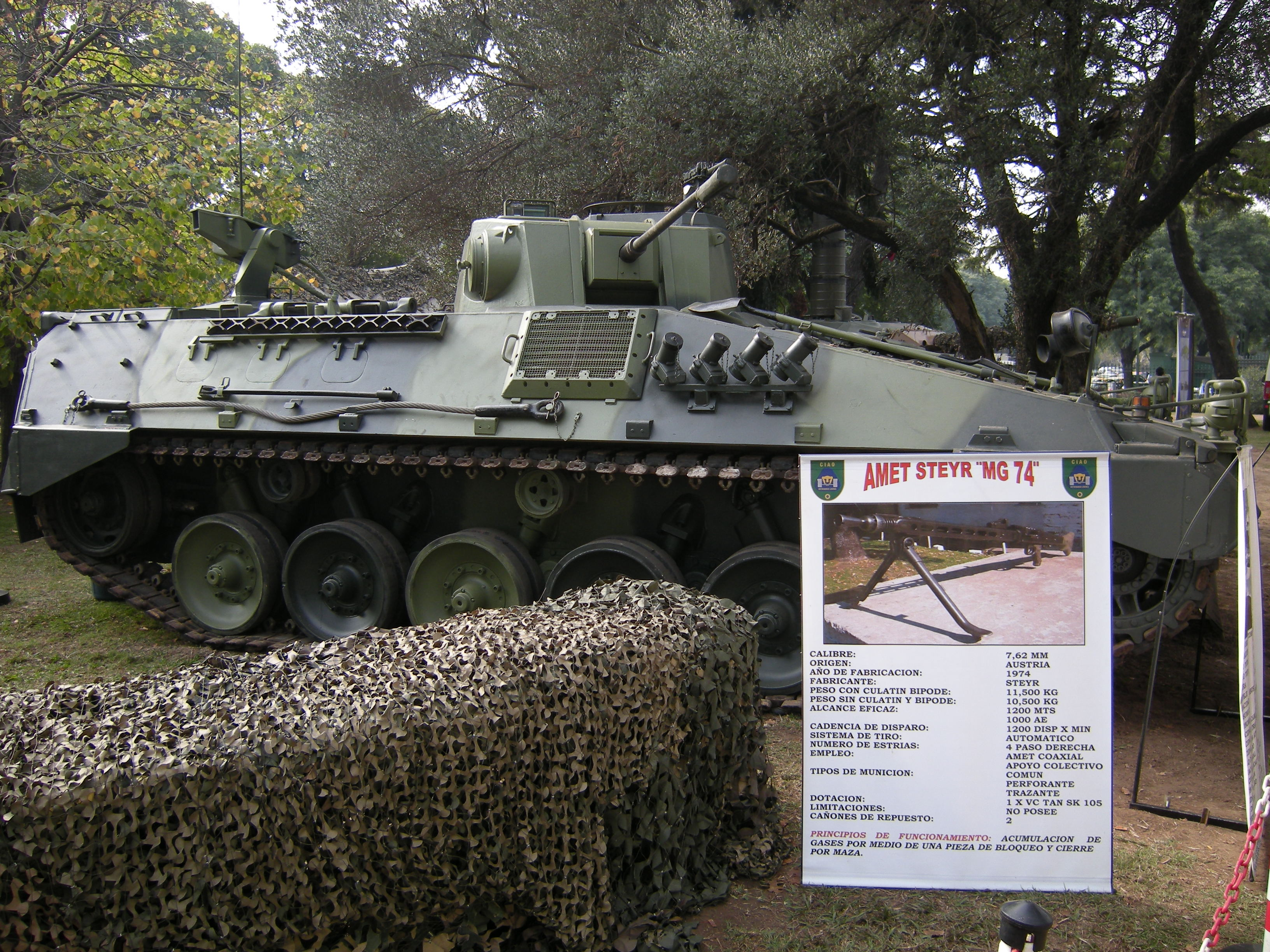
Un exemplaire du Vehículo de Combate Transporte de Personal.

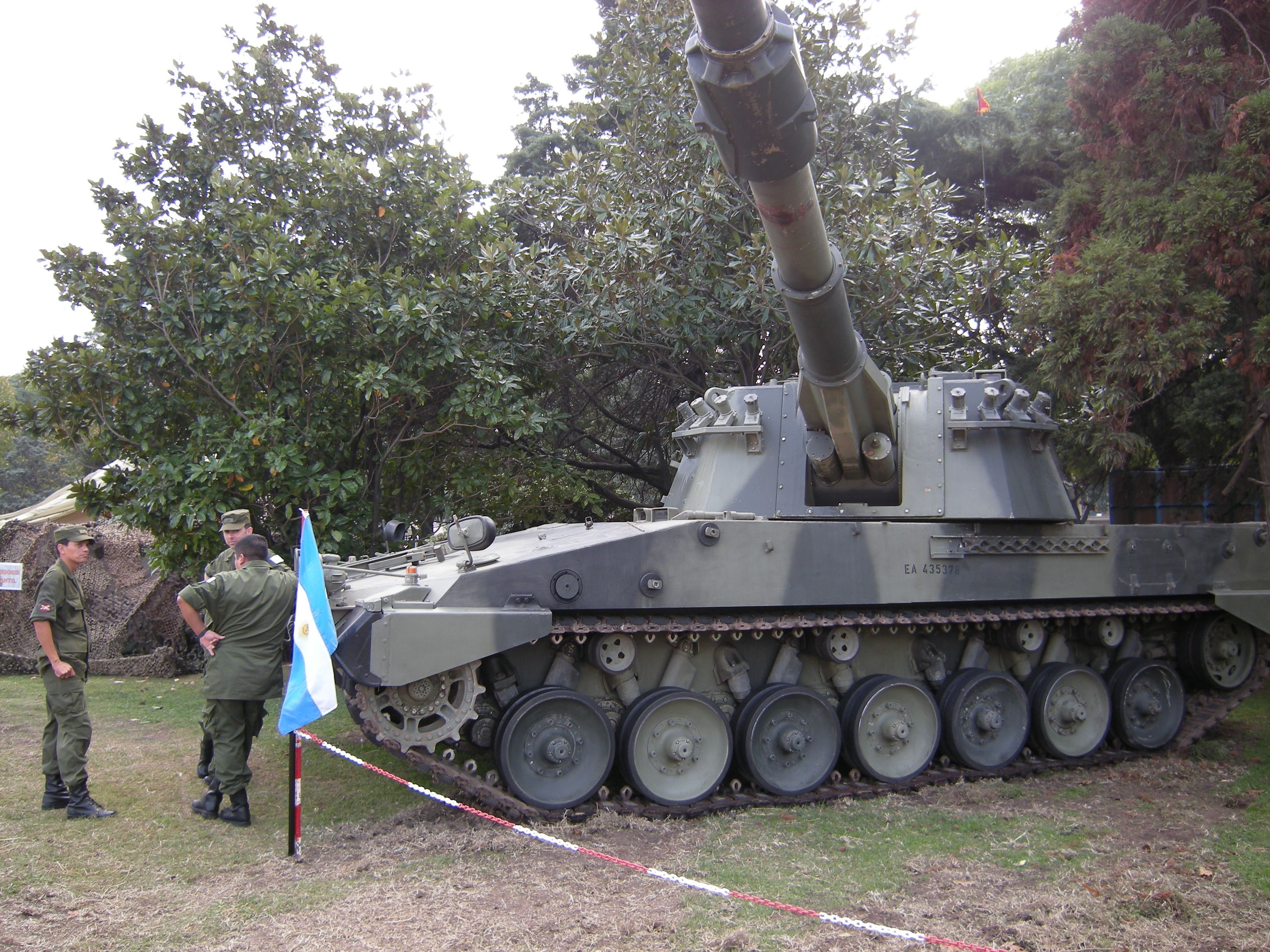
Un canon automoteur VCA 155.

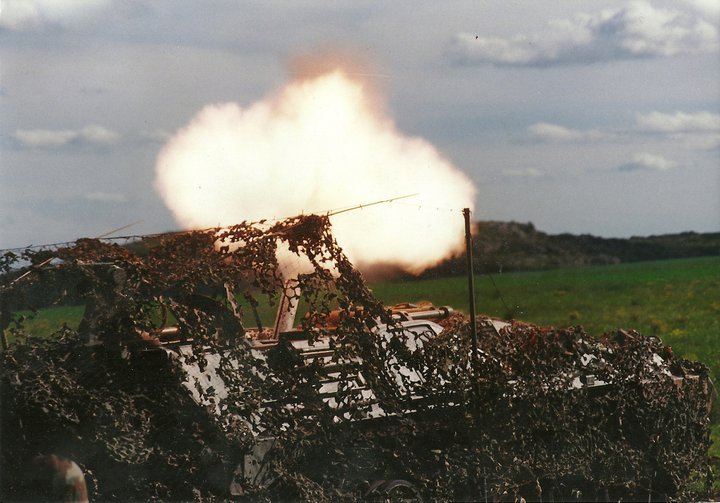
Tir du mortier Brandt de 120 mm type A.M. 50. d'un VCTM.

Plusieurs variantes furent construites sur le châssis du TAM. Le programme originel mentionnait la conception d'une véhicule de combat d'infanterie et en 1977 un prototype du Vehículo de Combate Transporte de Personal (Véhicule de Combat et de Transport d'Infanterie), ou VCTP, fut produit. Le VCTP peut transporter une escouade de 12 soldats, dont le chef d'escouade et neuf fantassins. Le chef d'escouade est installé dans la tourelle; un fantassin est assis derrière lui, un contrôle la mitrailleuse coaxiale, un est dans la tourelle avec le tireur et six sont assis dans le châssis. Tous peuvent tirer de l'intérieur du véhicule et la tourelle est armée du canon automatique Rheinmetall Mk 20 Rh-202 (en) de calibre 20 mm. Le VCTP contient 880 cartouches pour le canon, dont des balles antiblindage DM63. Le toit de la tourelle est surmonté d'une mitrailleuse FN MAG 60-20 7,62 mm. Les soldats peuvent descendre par une porte à l'arrière du char. Le commandant de char a une vision diurne et sept périscopes, tandis que le canonnier a une vision diurne et trois périscopes.
Il existe d'autres variantes comme le Vehículo de Combate de Artillería de 155 mm (Véhicule de combat d'artillerie de 155 mm), ou VCA, et le Vehículo de Combate Transporte de Mortero (Véhicule de combat et de transport de mortier), ou VCTM. Le VCA-155 est un châssis de TAM allongé muni d'un obusier Palmaria autopropulsé de 155 mm. Il transport 28 obus, dont 23 sont stockés dans la tourelle. Le VCTM est doté d'un mortier interne de 120 mm Thomson-Brandt AM-50 d'une portée de 9 500 m et une cadence de 8 à 12 tirs par minute. Basé sur le châssis du TAM, le Vehículo de Combate Puesto de Mando (véhicule de commandement de combat), ou VCPC, est une autre variante conçue en 1982. Le Vehículo de Combate Lanzacohetes (Véhicule de combat lance-roquette), ou VCLC, conçue en 1986 est aussi basé sur le châssis du TAM et peut être armé de roquettes de 160 mm ou 350 mm. Une ambulance de combat, Vehículo de Combate Ambulancia (VCA), une dépanneuse blindée Vehículo de Combate de Recuperación (VCRT), un pont mobile d'assaut, un véhicule de ravitaillement en munitions Vehículo Abastecedor de Municion (VC AMUN) et un lance-missile sol-air sont d'autres variantes.
|                            | VCTP                                | VCA 155                | VCTM              | VCPC                                 | VCLC                         | VCA       | VCRT                              |
| -------------------------- | ----------------------------------- | ---------------------- | ----------------- | ------------------------------------ | ---------------------------- | --------- | --------------------------------- |
| Poids                      | 28,2 t                              | 40 t                   | 26 t              | 25 t                                 | 32 t                         | 28 t      | 32 t                              |
| Armement                   | Canon automatique 20 mm Rh-202 (en) | Obusier L/41 de 155 mm | Mortier de 120 mm | Mitrailleuse de 7.62 mm FN MAG 60-20 | Roquette de 160 mm ou 350 mm | Aucun     | Mitrailleuse 7.62 mm FN MAG 60-20 |
| Rayon d'action sur route   | 590 km                              | 520 km                 | 520 km            | 520 km                               | 520 km                       | 520 km    | 520 km                            |
| Puissance massique         | 24 ch/t                             | 18 ch/t                | 28,8 ch/t         | 28,8 ch/t                            | 22,5 ch/t                    | 26,7 ch/t | 22,5 ch/t                         |
| Vitesse maximale sur route | 75 km/h                             | 55 km/h                | 75 km/h           | 75 km/h                              | 75 km/h                      | 75 km/h   | 75 km/h                           |
| Quantité produite          | 106 exemplaires                     | 19 exemplaires         | 13 exemplaires    | 9 exemplaires                        | 1 prototype                  |           | 6 exemplaires                     |